# スターテヴァント駅
スターテヴァント駅（英語：Sturtevant Station）は、ウィスコンシン州スターテヴァント イースト・エクスプロレイション・コート9900にある駅。現在の駅舎は2006年8月14日に供用を開始した。

## 利用可能な鉄道路線／列車

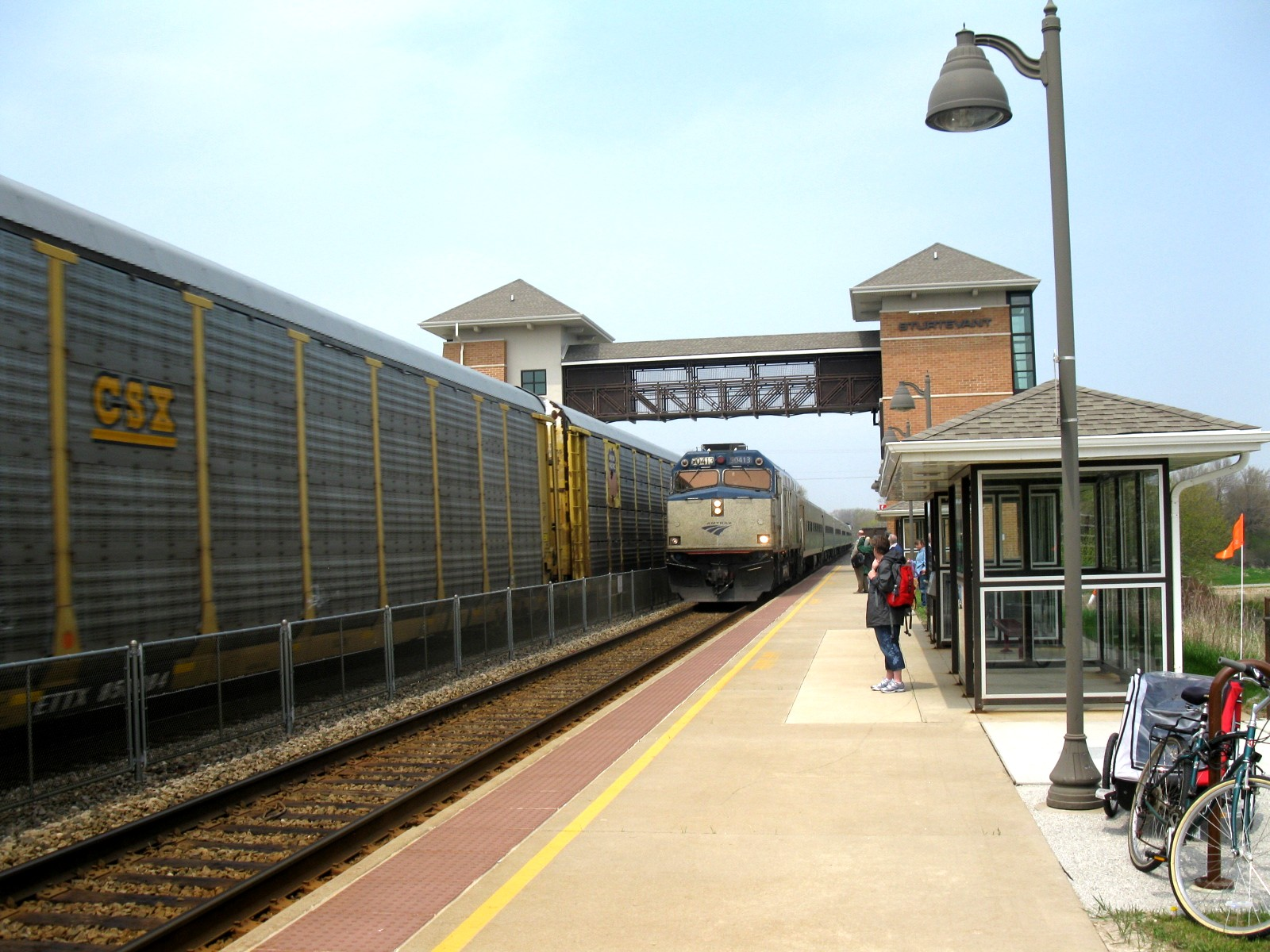
入線するハイアワサ・サービス

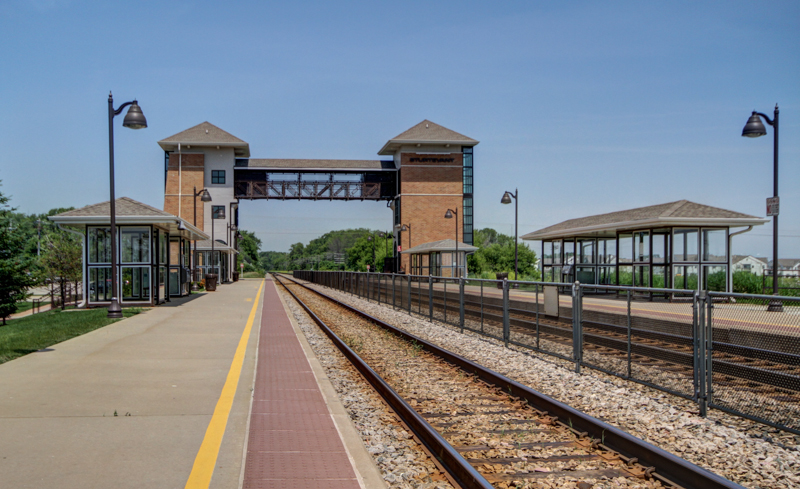
ホーム、跨線橋を望む

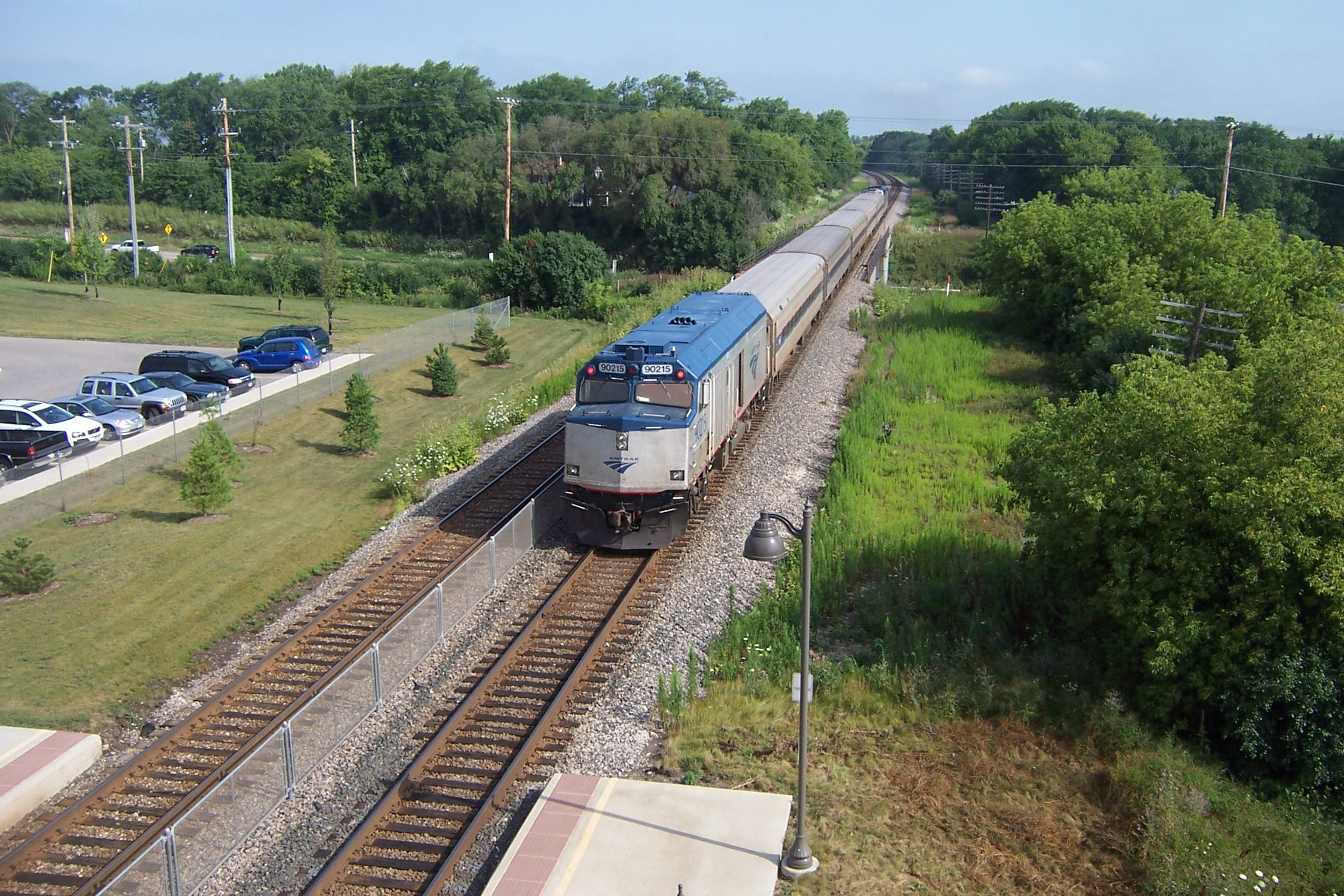
出発するハイアワサ・サービス

アムトラックのスターテヴァント駅に停車する列車は下記の通り。
ミルウォーキーとシカゴ間の昼行短距離列車ハイアワサ・サービス…1日7往復停車